# فلورا ألزورا بروستر
فلورا ألزورا بروستر (26 فبراير 1852 – فبراير 1919) هي طبيبة وجراحة ومخترعة أمريكية، عملت في مجال الصحافة والتحرير. عرفت باسم جرّاحة بالتيمور، وكانت أول جرّاحة في ولاية ميريلاند. شغلت بروستر منصب الطبيبة المسؤولة عن إحدى مؤسسات رعاية البغايا. تولت بعدها ملكية المصحة وأصبحت المسؤولة عنها. دافعت عن حق المرأة بتلقيها التعليم الطبي العالي.

## النشأة والتعليم
ولدت فلورا ألزورا بروستر في ألفريد، في نيويورك، في 26 فبراير 1852. انتقلت عائلتها إلى شمال ولاية بنسلفانيا في عام 1863. والدا بروستر هما: إفرايم جيه بروستر (1868)، وماري بورديك بروستر. كانت ماري بروستر من معمدانيي اليوم السابع.  تنحدر عائلتها من جهة الأب من كامبل في اسكتلندا، وتمتلك بذلك مزيجًا من التراث الإنجليزي والاسكتلندي.
أشقاؤها هم: أليس دلفين بروستر (مواليد 1861)، وفيديليا أديلين بروستر (مواليد 1865)، وكورا بيل بروستر، دكتورة في الطب (مواليد 1859)، بالإضافة إلى لوثر بالمر بروستر (مواليد 1858)، وليونارد ثورب بروستر (و1868). التحقت بروستر بجامعة ألفريد ودرست العلوم في عام 1866. توفي والدها فجأة في عام 1868، واضطرت إلى ترك الجامعة من أجل الاهتمام بشؤون أسرتها المالية.

## الحياة المهنية والتعليم
استهلت روستر حياتها المهنية وعملت ناسخة في مكتب جباية الضرائب، انتقلت بعدها إلى العمل كمعلمة. لطالما رغبت بروستر في إكمال دراستها الجامعية، لكن اعتلال صحتها دفعها إلى الانسحاب من المدرسة للتركيز فقط على مسيرتها التدريسية. عينت روستر معلمة في مدرسة مانسفيلد للأيتام، في مانسفيلد في بنسلفانيا في عام 1872.
حصلت بروستر على بكالوريوس التربية في عام 1875. ثم حصلت على درجة الماجستير في التعليم الابتدائي في عام 1877، لم تتوقف خلال هذه الفترة عن ممارسة مهنة التدريس. أمضت عامًا تسافر في الغرب الأمريكي والشمال الغربي، وتحسنت خلالها صحتها بشكل كبير لدرجة أنها ذهبت إلى شيكاغو في عام 1878 وتولت إدارة التحرير والأعمال لمجلة نيوزبويز. بدأت دراسة الطب مع الدكتورة جوليا هولمز سميث في العام التالي.  أكملت دورتها التدريبية في كلية الطب في شيكاغو في عام 1882، وذهبت بعد ذلك إلى بالتيمور في ميريلاند، حيث أمضت ستة أشهر في مستشفى أوغست إف إريك لجراحة أمراض النساء.

## ميريلاند
افتتحت بروستر مكتبًا وبدأت ممارسة المهنة في بالتيمور في عام 1882. كانت الدكتورة إيما شتاين وانستول المرأة الأولى التي نجحت في ممارسة المهنة مدفوعة الأجر في بالتيمور، والتي توفيت في سبتمبر 1882. لم تتوفر طبيبات مختصات بالحالات الجراحية في تلك الفترة. اكتسب بروستر خبرة وشهرة كبيرة وعرفت بأعمالها الخيرية على مدى السنوات الأربع التالية.
عملت بروستر كطبيبة وجرّاحة في ما كان يُعرف بدار النساء الساقطات، وهي مؤسسة خيرية تقع في بالتيمور مخصصة لرعاية العاهرات والأمهات غير المتزوجات. كانت أيضًا طبيبة في دار ملجأ الإناث، وهي مؤسسة إصلاحية للفتيات. عملت أيضًا في العيادات في مستشفى المعالجة المثلية في بالتيمور.
بدأت بروستر شراكة مع أختها، الدكتورة كورا بيل بروستر، في عام 1888. شهد عام 1890 العديد من المطالبات بقبول النساء في القسم الطبي في جامعة جونز هوبكنز، أدى هذا الاضطراب إلى تنوير الناس في الجنوب الأمريكي فيما يتعلق بوضع النساء في مهنة الطب. عملت الشقيقتان في عيادات مستشفى المعالجة المثلية الجديد في بالتيمور، واكتسبتا خبرة كبيرة في جراحة أمراض النساء إلى جانب ممارستهما الطبية العامة. امتدت شهرتهما إلى الجنوب بأكمله، ويعود لهما الفضل في فتح المجال الطبي أمام نساء الجنوب.

## الانتماءات
كانت بروستر عضوًا في العديد من الجمعيات: الجمعية الطبية لولاية ميريلاند، والجمعية السريرية لميريلاند ومقاطعة كولومبيا، والمعهد الأمريكي للمعالجة المثلية، وجمعية المنتجعات الصحية الأمريكية، ورئيس مكتب أمراض النساء في الجمعية الوطنية للمعالجين الكهربائيين، وأيضًا عضوًا من الجمعية الأمريكية لجراحي الوجه.